# Receptor 5-HT3
El receptor 5-HT 3 és un subtipus de receptor 5-HT que serveix de lligant al neurotransmissor endogen de la serotonina (5-hydroxytryptamine, 5-HT o receptors de serotonina). Pertany a la superfamília Cys-loop de canals iònics controlats per lligands (LGIC) i, per tant, difereix estructuralment i funcionalment de tots els altres receptors 5-HT en el grup de receptors acoblats a proteïna G. Aquest canal iònic és selectiu per a cations i mitjana la despolarització i excitació neuronal dins dels sistemes nerviosos central i perifèric.
Igual que amb altres canals iònics activats per lligand, el receptor 5-HT3 consta de cinc subunitats disposades al voltant d'un porus central que és permeable als ions de sodi (Na), potassi (K) i calci (Ca). La unió del neurotransmissor 5-hidroxitriptamina (serotonina) al receptor 5-HT3 obre el canal que, alhora, condueix a una resposta excitatòria a les neurones. El corrent intern de ràpida activació i dessensibilització és transportat predominantment per ions de sodi i potassi. Estan més estretament relacionats per homologia amb el receptor nicotínic d'acetilcolina.